# Badminton na Letniej Uniwersjadzie 2017
Badminton na Letniej Uniwersjadzie 2017 został rozegrany w dniach 23 – 29 sierpnia w sześciu konkurencjach. W zawodach wzięło udział łącznie 256 zawodników z 39 państw. Wszystkie mecze w tej dyscyplinie odbyły się w hali Taipei Gymnasium.

## Medaliści
| Konkurencja             | Złoto | Srebro | Brąz |
| Gra pojedyncza mężczyzn | Wang Tzu-wei | Kenta Nishimoto | Yu Igarashi |
| Gra pojedyncza mężczyzn | Wang Tzu-wei | Kenta Nishimoto | Pannawit Thongnuam |
| Gra pojedyncza kobiet   | Tai Tzu-ying | Lee Jang-mi | Chiang Mei-hui |
| Gra pojedyncza kobiet   | Tai Tzu-ying | Lee Jang-mi | Yang Li Lian |
| Gra podwójna mężczyzn   | Kim Jae-hwan Seo Seung-jae | Katsuki Tamate Kenya Mitsuhashi | Lee Jhe-huei Lee Yang |
| Gra podwójna mężczyzn   | Kim Jae-hwan Seo Seung-jae | Katsuki Tamate Kenya Mitsuhashi | Jagdish Singh Vincent Phuah |
| Gra podwójna kobiet     | Hsu Ya-ching Wu Ti-jung | Chayanit Chaladchalam Phataimas Muenwong | Annie Xu Kerry Xu |
| Gra podwójna kobiet     | Hsu Ya-ching Wu Ti-jung | Chayanit Chaladchalam Phataimas Muenwong | Miyuki Kato Miki Kashihara |
| Gra mieszana            | Wang Chi-lin Lee Chia-hsin | Nur Mohd Azriyn Ayub Goh Yea Ching | Rodion Alimow Alina Dawlietowa |
| Gra mieszana            | Wang Chi-lin Lee Chia-hsin | Nur Mohd Azriyn Ayub Goh Yea Ching | Lee Yang Hsu Ya-ching |
| Gra drużynowa           | Chińskie Tajpej · Lee Chia-hsin · Wen Hao-yun · Wang Chi-lin · Hsu Jen-hao · Lee Jhe-huei · Chiang Mei-hui · Yang Po-hsuan · Wu Ti-jung · Wang Tzu-wei · Tai Tzu-ying · Hsu Ya-ching · Lee Yang | Japonia · Kenta Nishimoto · Yu Igarashi · Shuhei Ozeki · Sho Kawabata · Katsuki Tamate · Kenya Mitsuhashi · Natsumi Shimoda · Ayaho Sugino · Miyuki Kato · Miki Kashihara · Rena Miyaura · Ririka Katsumata | Malezja · Muhammad Mohd Ismail · Nur Mohd Azriyn Ayub · Jagdish Singh · Vincent Phuah · Zulfadli Zulkifli · Satheishtharan Ramachandran · Yea Ching Goh · Lydia Cheah · Li Lian Yang · Desiree Siow · Rui Chen Yap                                                              |
| Gra drużynowa           | Chińskie Tajpej · Lee Chia-hsin · Wen Hao-yun · Wang Chi-lin · Hsu Jen-hao · Lee Jhe-huei · Chiang Mei-hui · Yang Po-hsuan · Wu Ti-jung · Wang Tzu-wei · Tai Tzu-ying · Hsu Ya-ching · Lee Yang | Japonia · Kenta Nishimoto · Yu Igarashi · Shuhei Ozeki · Sho Kawabata · Katsuki Tamate · Kenya Mitsuhashi · Natsumi Shimoda · Ayaho Sugino · Miyuki Kato · Miki Kashihara · Rena Miyaura · Ririka Katsumata | Tajlandia · Inkarat Apisuk · Kittisak Namdash · Pannawit Thongnuam · Prinyawat Thongnuam · Tinn Isriyanet · Wannawat Ampunsuwan · Chayanit Chaladchalam · Natchpapha Chatupornkarnchana · Natcha Saengchote · Nuntakarn Aimsaard · Phataimas Muenwong · Sanicha Chumnibannakarn |

## Klasyfikacja medalowa
| Miejsce | Reprezentacja     | Złoto | Srebro | Brąz | Razem |
| ------- | ----------------- | ----- | ------ | ---- | ----- |
| 1.      | Chińskie Tajpej   | 5     | 0      | 3    | 8     |
| 2.      | Korea Południowa  | 1     | 1      | 0    | 2     |
| 3.      | Japonia           | 0     | 3      | 2    | 5     |
| 4.      | Malezja           | 0     | 1      | 3    | 4     |
| 5.      | Tajlandia         | 0     | 1      | 2    | 3     |
| 6.      | Rosja             | 0     | 0      | 1    | 1     |
| 6.      | Stany Zjednoczone | 0     | 0      | 1    | 1     |